# امیلیو لارا
امیلیو لارا (انگلیسی: Emilio Lara؛ زادهٔ ۷ اکتبر ۱۹۷۰) وزنه‌بردار اهل کوبا بود.
وی در مسابقات کشوری و بین‌المللی در مجموع برندهٔ ۱ مدال طلا شده‌است.